# Minds
Minds — децентрализованная социальная сеть, основанная на альтернативных технологиях и блокчейне. В Minds внедрена система монетизированного контента через систему вознаграждений токена Minds, которые могут использоваться для продвижения своих сообщений или краудфандинга других пользователей. Minds более ориентированные на конфиденциальность, чем основные социальные сети. Сообщения в Minds появляются в обратном хронологическом порядке. Основана в июне 2015 года. Основатель и генеральный директор — Билл Оттман.

## История
Компания Minds была основана в 2014 году Биллом Оттманом, Джоном Оттманом и Марком Хардингом и открыта для публики в июне 2015 года. Сервис разработан компанией Minds Inc. В июне 2017 компания собрала более 1 миллиона долларов на семи краудфандинговых предложениях. 28 марта 2018 социальная сеть Minds была запущена на мобильных устройствах и в Интернете.